# Wybory prezydenckie w Mołdawii w 2005 roku
 
Wybory prezydenckie w Mołdawii w 2005 roku – pośrednie wybory prezydenckie, które odbyły się w Mołdawii 4 kwietnia 2005 r.

## Geneza
W wyborach parlamentarnych w 2005 roku Partia Komunistów Republiki Mołdawii (PCRM) otrzymała 46,1% głosów i zdobyła 56 mandatów w 101-osobowym parlamencie, co stanowiło wystarczającą liczbę głosów wymaganych do utrzymania w parlamencie większości potrzebnej do sformowania rządu. Jednakże, partii brakowało 61 głosów niezbędnych do wybrania prezydenta. Mimo tego, urzędujący prezydent Voronin otrzymał wsparcie ze strony Chrześcijańsko-Demokratycznej Partii Ludowej oraz frakcji Demokratów i Socjal-Liberałów, po tym jak obiecał przeprowadzić niezbędne reformy i integrację euroatlantycką kraju. Dwie pozostałe frakcje, po wyborach oderwały się od Bloku Wyborczego „Mołdawia Demokratyczna”, czyniąc Sojusz Nasza Mołdawia (AMN) byłego burmistrza Kiszyniowa Serafima Urecheana drugą co do wielkości partią w parlamencie z 26 mandatami. Woronin został ponownie wybrany 75 głosami. Inny kandydat, Gheorghe Duca, otrzymał jeden głos, a dwa głosy były nieważne.

## Wyniki
| Kandydat         | Partia                               | Wyniki | Wyniki |
| Kandydat         | Partia                               | Głosy  | %      |
| ---------------- | ------------------------------------ | ------ | ------ |
| Vladimir Voronin | Partia Komunistów Republiki Mołdawii | 75     | 98,68  |
| Gheorghe Duca    | niezależny                           | 1      | 1,32   |